# Iacobini, Arad
Iacobini este un sat în comuna Brazii din județul Arad, Crișana, România.

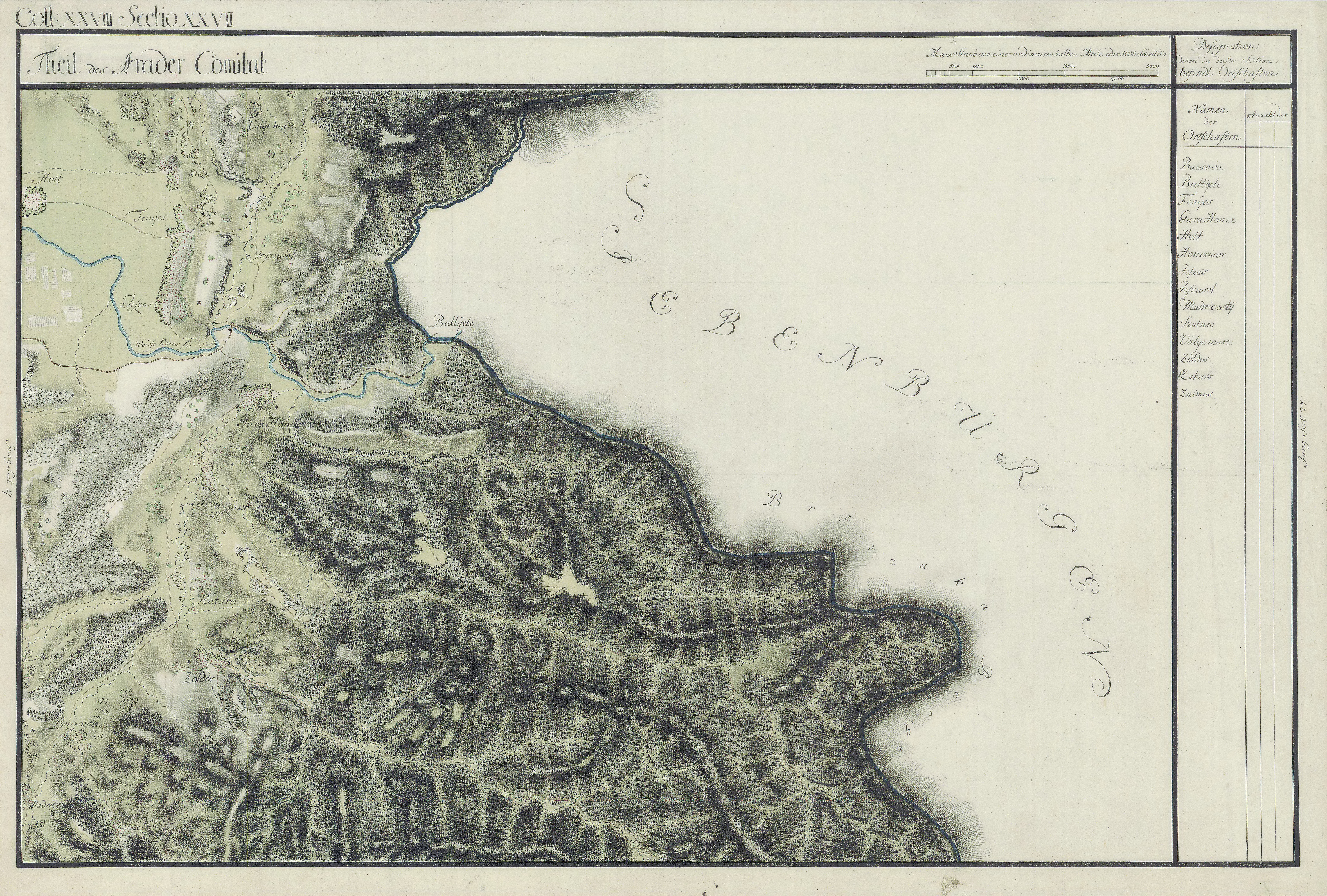
Iacobini în Harta Iozefină a Comitatului Arad, 1782-85

## Istoric
Satul a fost menționat pentru prima dată în anul 1439 cu numele Zeldefalu, și în acea perioadă făcea parte din domeniul Șiria, făcut danie lui Gheorghe Brancovici. Din 1441 face parte din domeniul Marothy, 45 din domeniul lui Iancu de Hunedoara, din 1464 aparține domeniului Bathory și din 1650 face parte din domeniul cetății Ineu. Revine Erariului în 1760 care oferă satul spre vânzare în 1792. La Iacobini sunt semnalate împotriviri la recrutările declanșate de revoluționarii maghiari în vara anului 1848. În sat exista o biserică de lemn deja veche în 1755 cu hramul „Sfântul Nicolae”, iar în acel an este sfințită noua biserică din lemn cu hramul „Sf. Teodor Tiron”. Actuala biserică, construită din piatră, în anul 1861, poartă tot hramul „Sf. Teodor Tiron”.

## Imagini

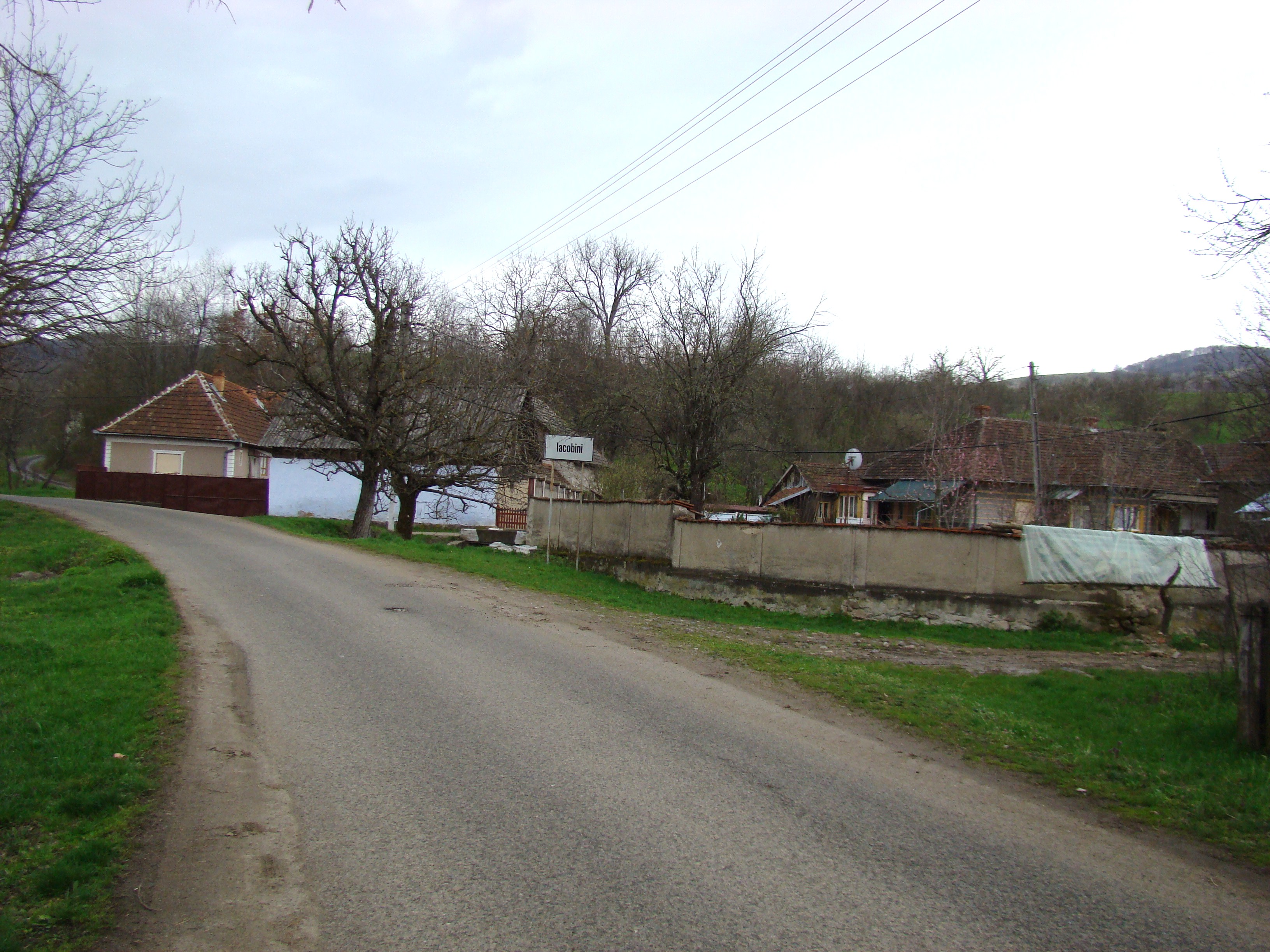
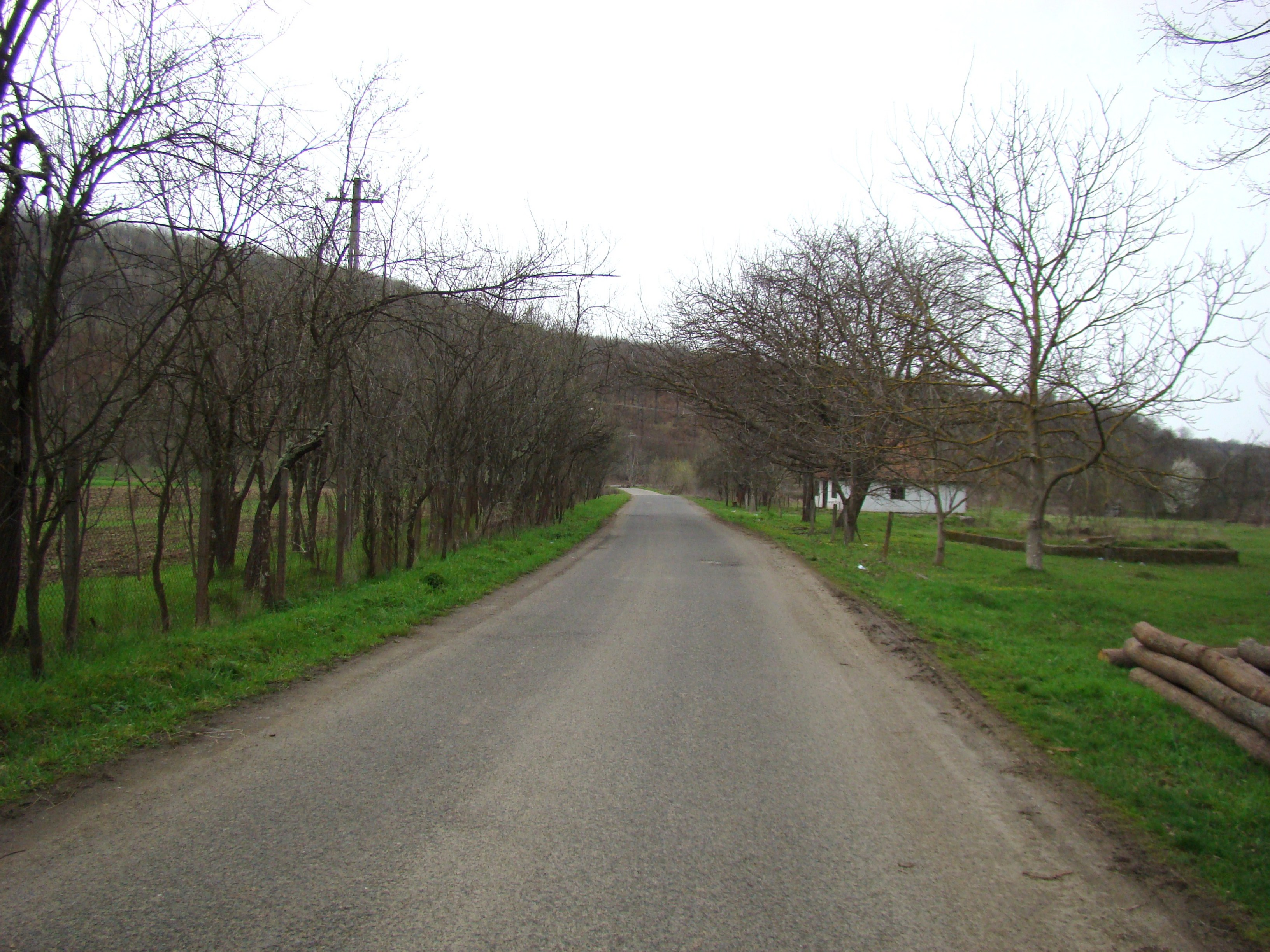
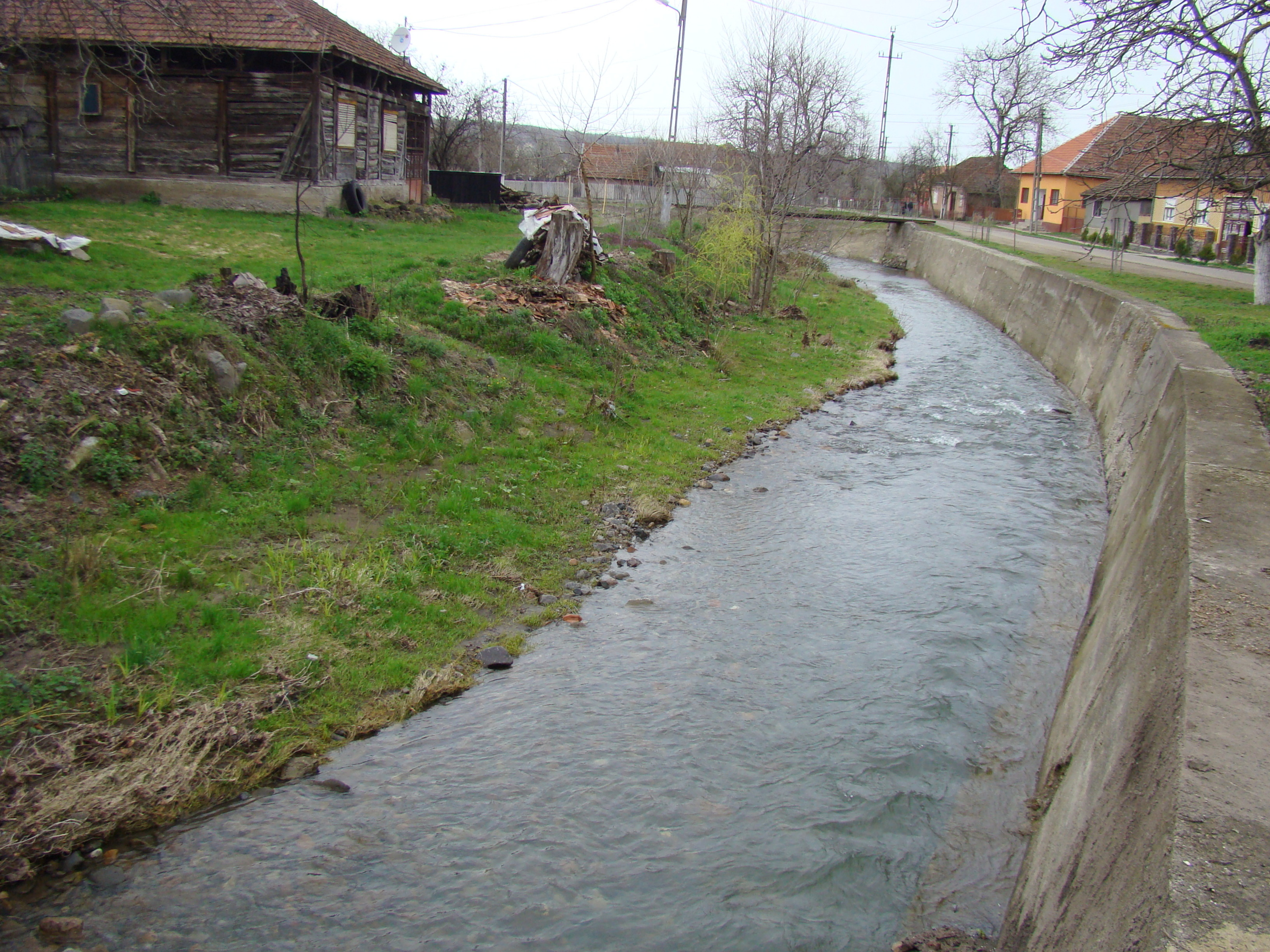
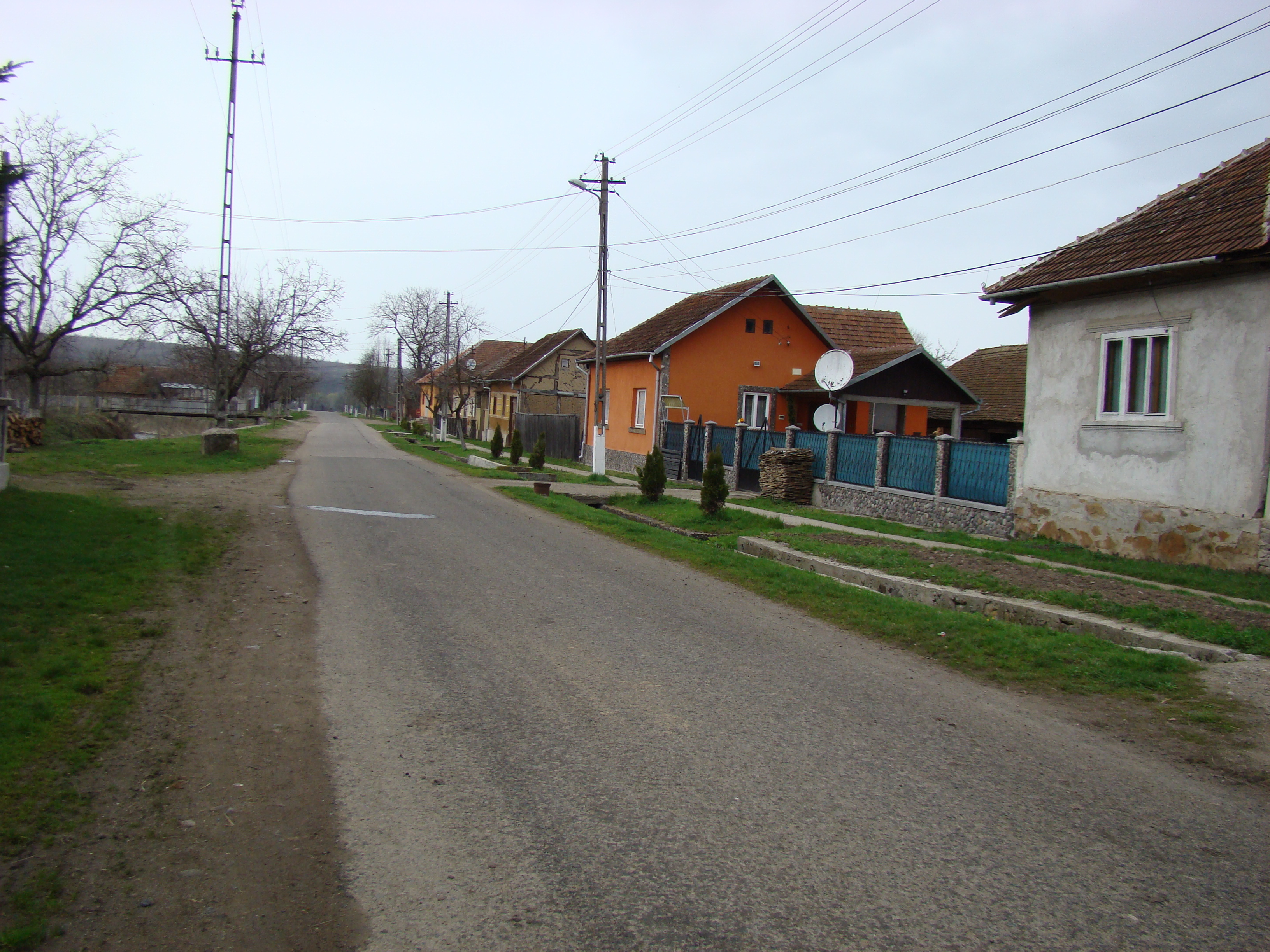
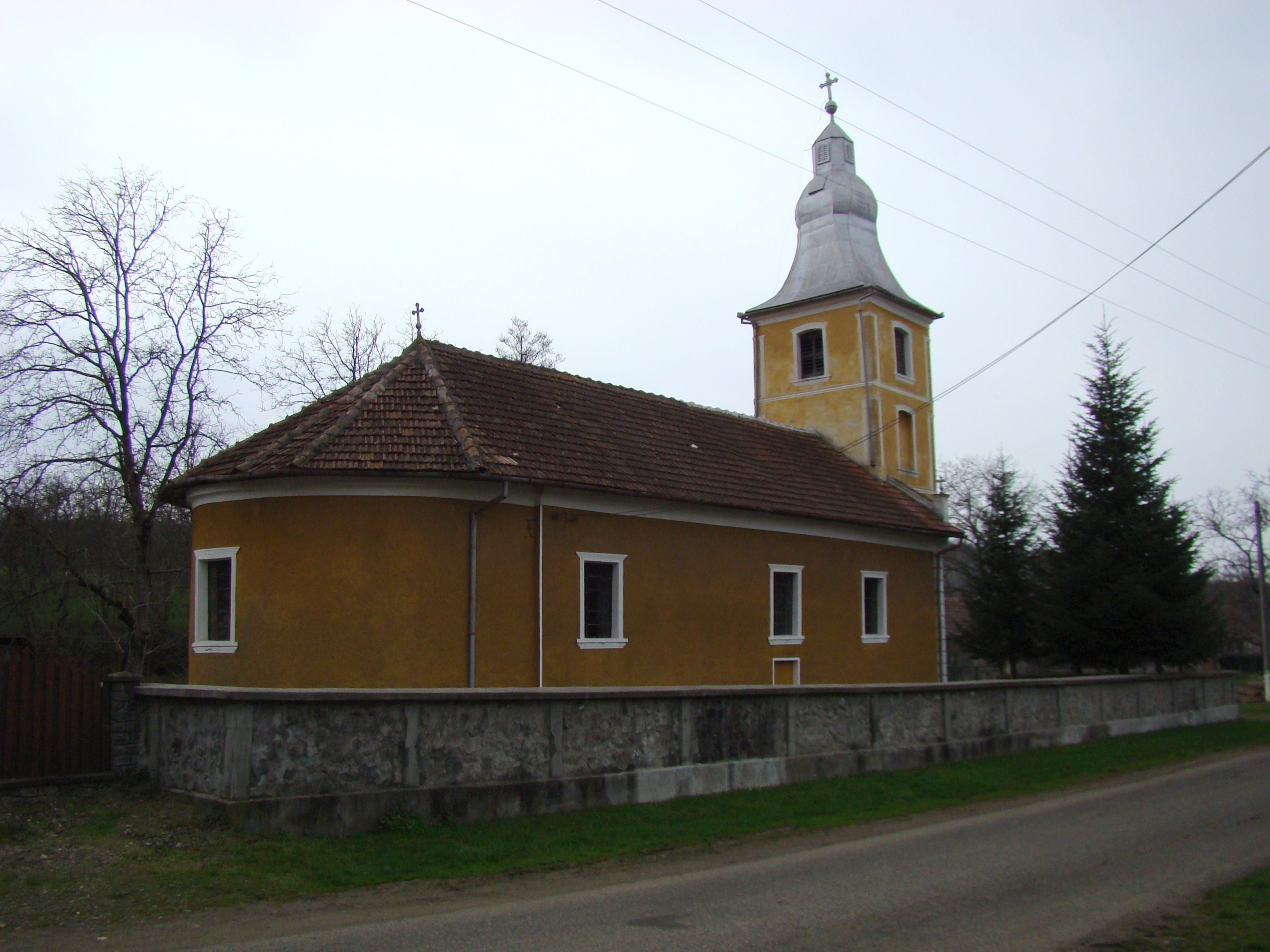
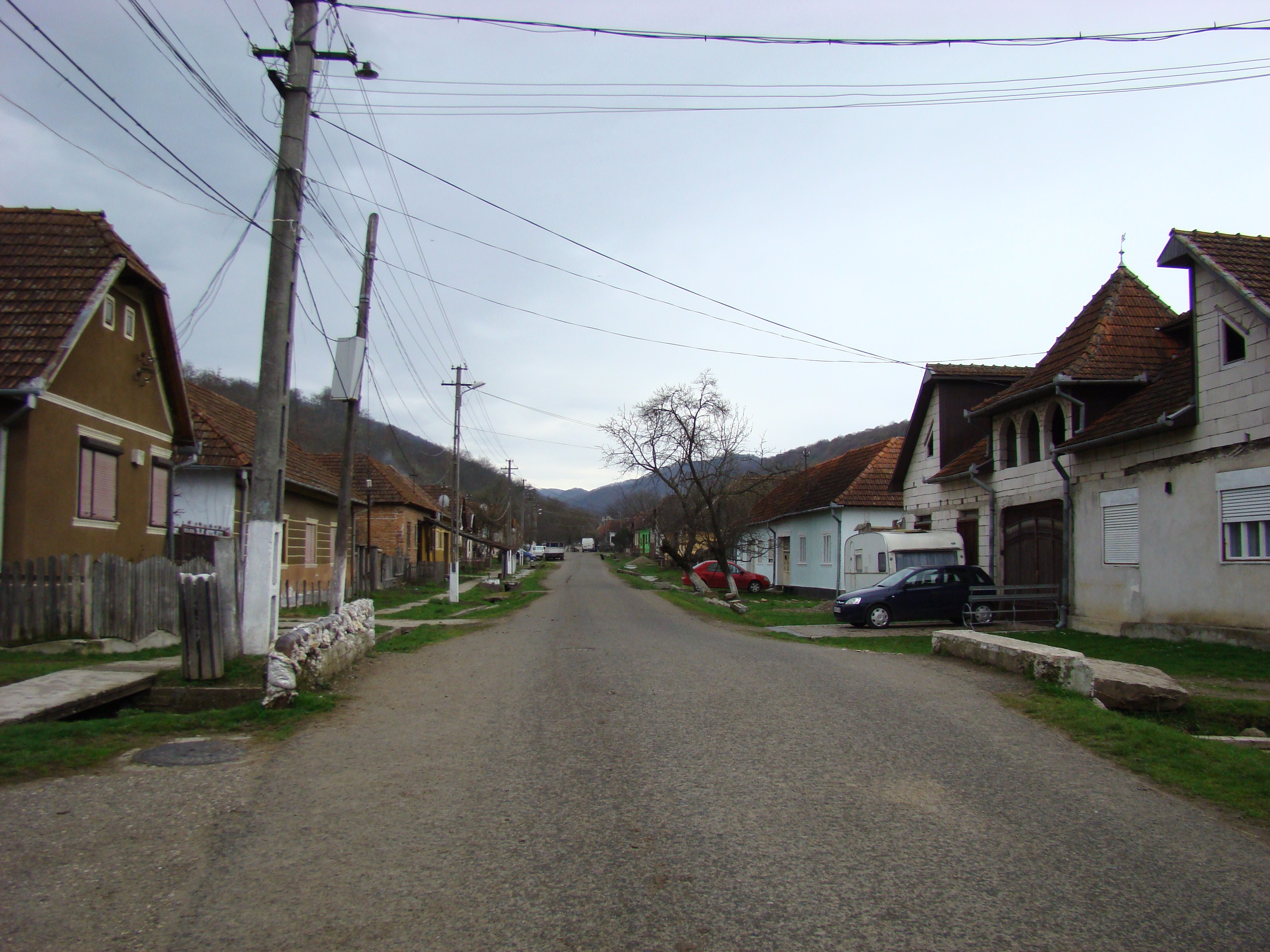
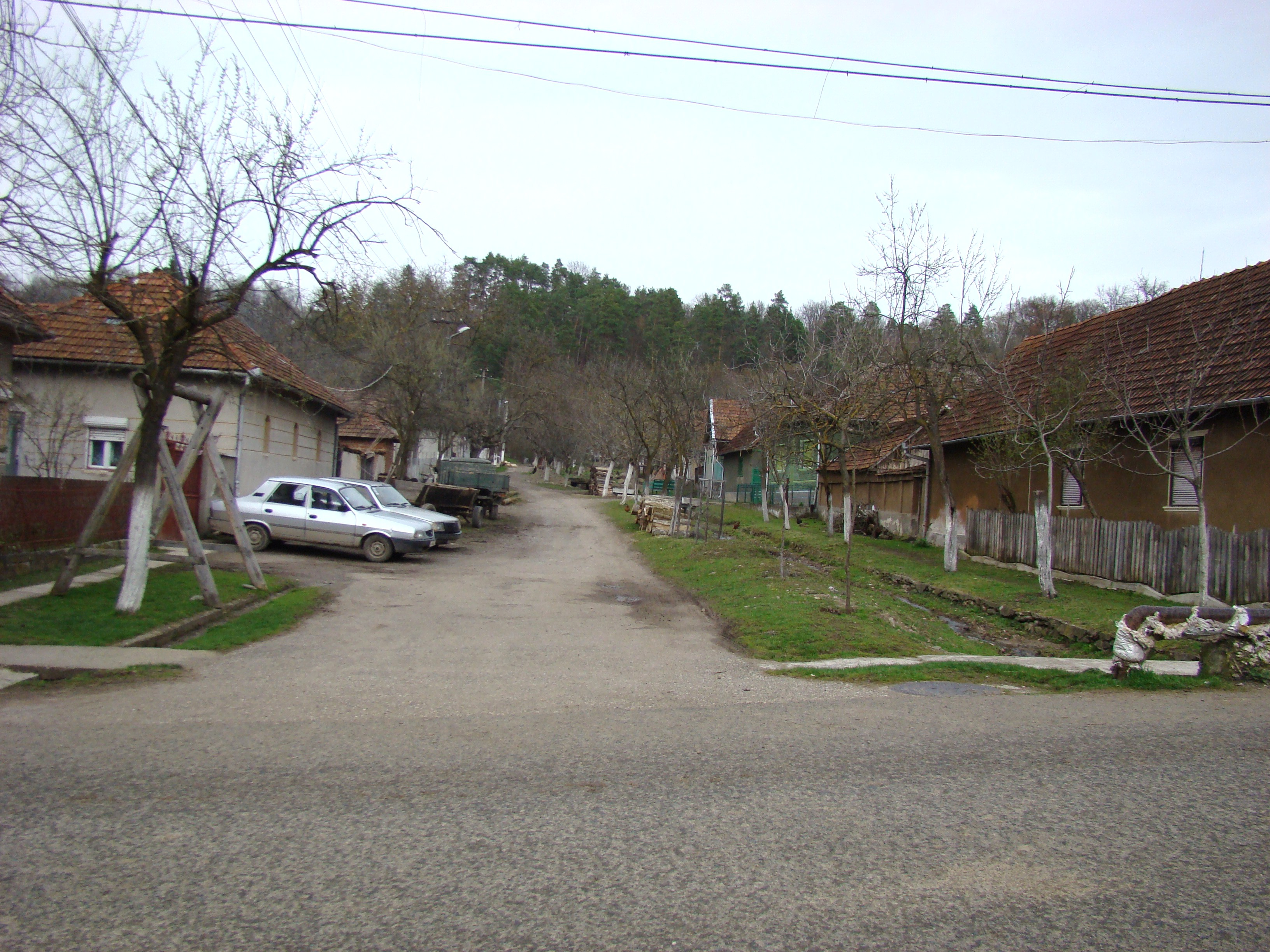
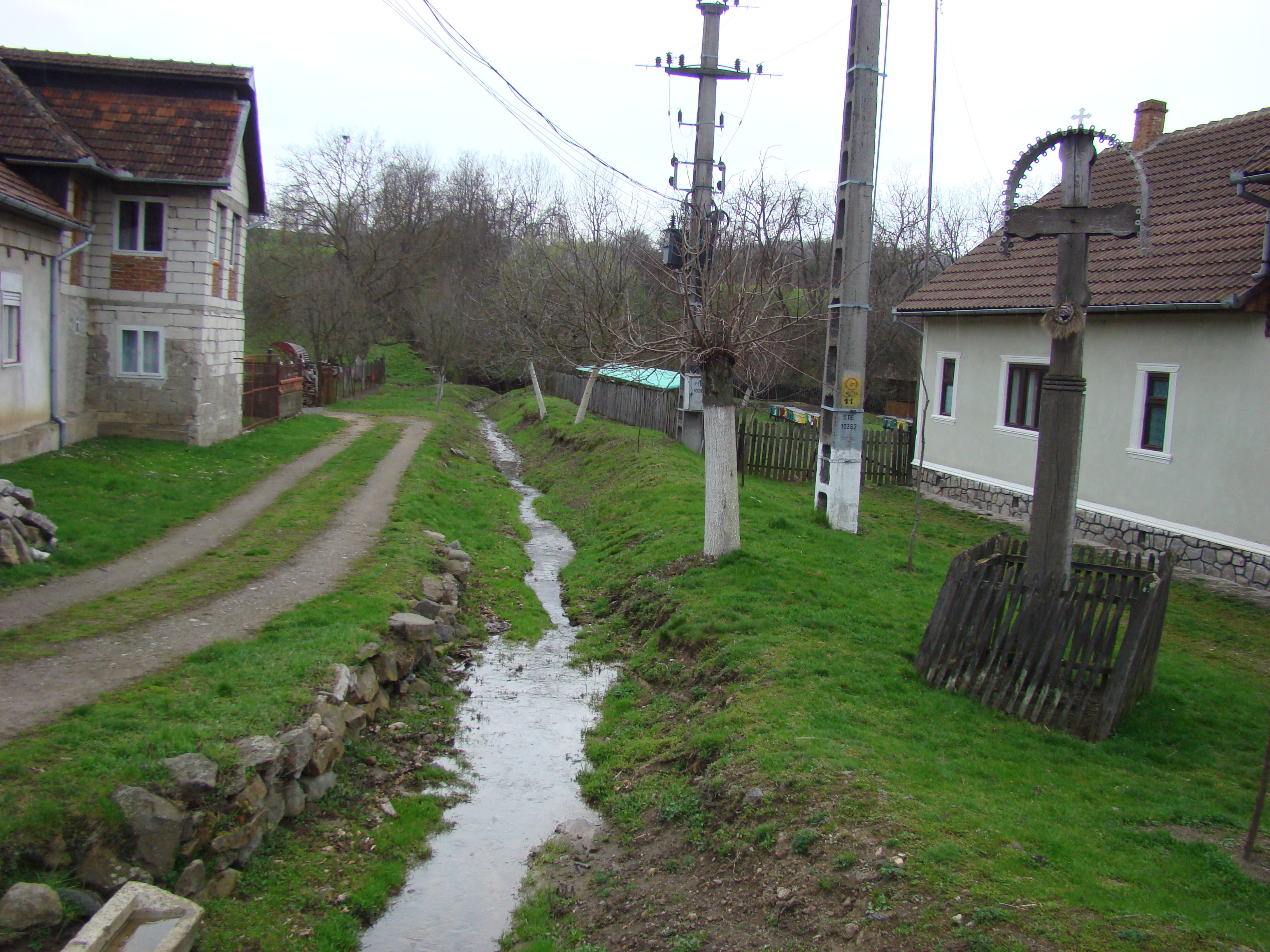

1. ↑  Ioan Tuleu (2020). Dicționarul istoric al localităților din județul Arad (PDF). Accesat în 9 noiembrie 2022.